# تمپا بی بوکانیرز

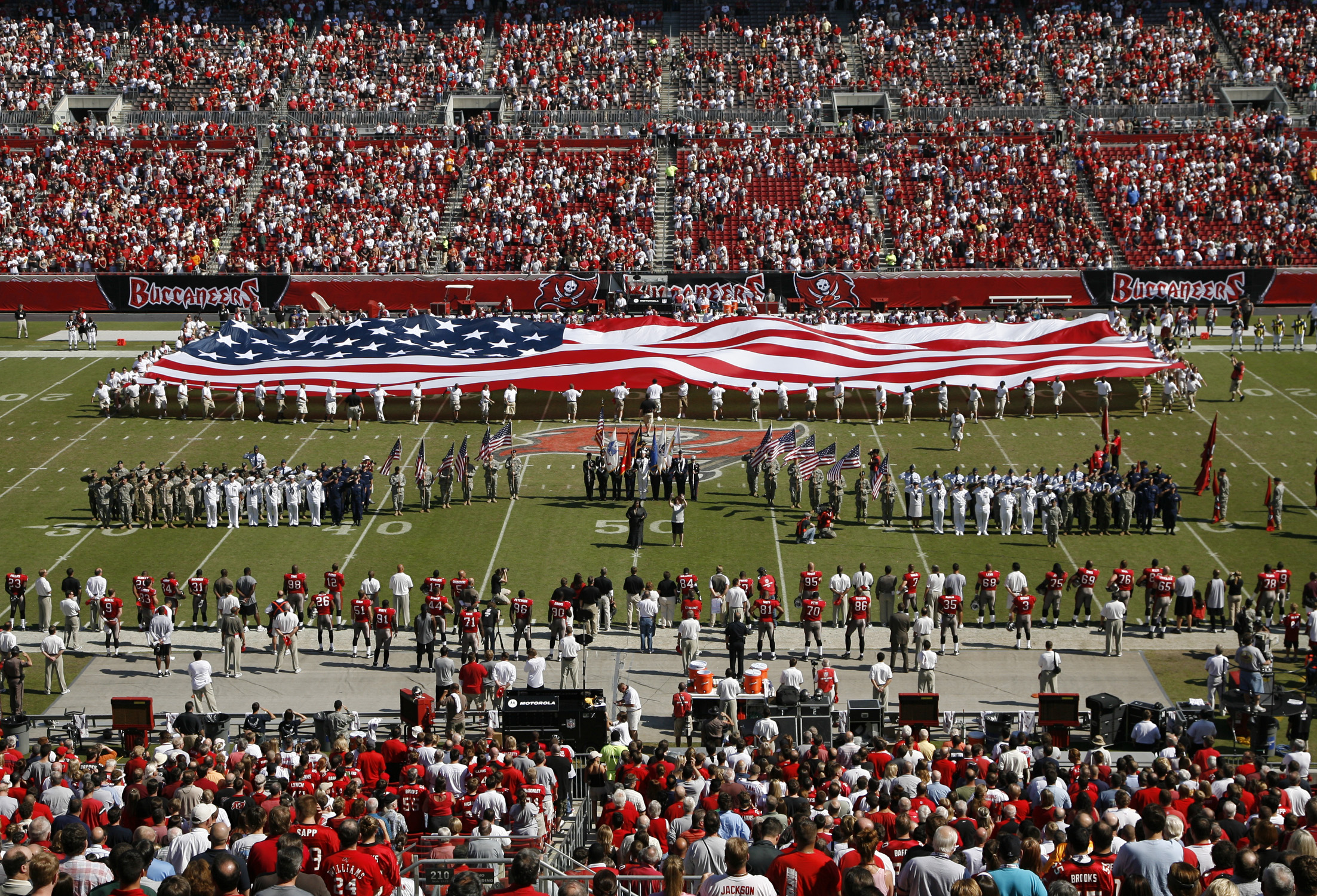

تیم فوتبال آمریکایی تامپابی بوکانیرز (به انگلیسی: Tampa Bay Buccaneers) از تامپابی در ایالت فلوریدا می‌باشد.
این تیم عضو لیگ ملی فوتبال آمریکا است.
ورزشگاه خانه این تیم ورزشگاه ریموند جیمز (به انگلیسی: Raymond James Stadium) نام دارد.

## وب‌گاه رسمی
- وبگاه رسمی تیم